# Järrestads härad
Järrestads härad var Skånes sydostligaste härad, beläget i dåvarande Kristianstads län, och omfattade delar av nuvarande Simrishamns kommun. Häradets areal var 151,43 kvadratkilometer varav 151,22 land.  Tingsplats var Hammenhög i Ingelstads härad, gemensam för båda häradena.

## Häradsvapen
Häradsvapnet fastställdes av Kungl. Maj:t den 16 december 1955: "I rött fält en nyckel av guld med tvärslå på skaftet".

## Socknar
I häradet ingick följande socknar:
- Bolshög
- Gladsax
- Järrestad
- Simris
- Stiby
- Vallby
- Östra Nöbbelöv
- Östra Tommarp
- Östra Vemmerlöv

## Län, fögderier, tingslag, domsagor och tingsrätter
Häradet hörde mellan 1720 och 1996 till Kristianstads län, därefter från 1997 till Skåne län, Malmöhus län innan dess. Församlingarna tillhörde Lunds stift
Häradets socknar hörde till följande fögderier:
- 1720–1917 Ingelstads och Järrestads fögderi
- 1918–1990 Simrishamns fögderi

Häradets socknar tillhörde följande tingslag, domsagor  och tingsrätter:
- 1682–1847 Järrestads tingslag i
  - 1682–1690 Ingelstads, Herrestads, Järrestads domsaga
  - 1691–1847 Ingelstads, Herrestads, Järrestads och Ljunits häraders domsaga
  - 1848–1872  Ingelstads och Järrestads domsaga
- 1873–1970 Ingelstads och Järrestads domsagas tingslag i Ingelstads och Järrestads domsaga som från 1967 även omfattade Albo härad

- 1971–1974 Ingelstads och Järrestads domsaga
- 1974–2001 Simrishamns domsaga
- 2001– Ystads domsaga